# Finder
Finder is de bestandsmanager van Mac OS (Classic) en macOS, sinds de introductie van de eerste Macintosh in 1984. Finder ondersteunt vier manieren van weergaven in de vorm van pictogrammen, als lijst, in kolommen en Cover Flow. Bij versie 10.6 (Snow Leopard) van Mac OS X is Finder herschreven in Cocoa, een objectgeoriënteerde programmeertaal. De cd- of dvd-speler, FTP-servers en andere servers spreekt men ook aan vanuit Finder. Met Mac OS X 10.3 is er ook een zoekfunctie bij gekomen.